# Kang Meas
Kang Meas är ett distrikt i Kambodja.   Det ligger i provinsen Kampong Cham, i den centrala delen av landet, 50 km nordost om huvudstaden Phnom Penh.